# Parc national de la Sierra Nevada de Santa Marta
Pour les articles homonymes, voir Sierra Nevada.
Le parc national de la Sierra Nevada de Santa Marta (espagnol : Parque Nacional Natural Sierra Nevada de Santa Marta) est le deuxième plus ancien parc national de Colombie, créé en 1964. Massif indépendant, ne se trouvant dans aucune cordillère, il est situé dans les départements de La Guajira, Magdalena et Cesar, dans la chaîne de montagnes de la sierra Nevada de Santa Marta. À la fois sanctuaire et attraction touristique en raison de sa variété de climats, terrains, flore et faune, il s'étend de la plage aux sommets enneigés.

## Géographie
Le parc est situé dans les départements de La Guajira, Magdalena et Cesar. Environ 1,2 million de personnes dépendent de l'eau douce apportée par les fleuves, tels le Río Cesar, le Río Don Diego, le Río Palomino, le Río Aracataca et le Río Tucurinca,. Il y a actuellement environ 30 000 indigènes des tribus des Kogis, Arhuacos, Kankuamos et Wiwas vivant dans cette zone. Le parc est aussi le refuge de ces peuples qui sont les survivants des indiens Tayronas. En 1979, le parc a été désigné réserve de biosphère par l'UNESCO,.

## Climat
La moyenne annuelle des précipitations est de 4 000 mm aux altitudes entre 500 mètres et 1 500 mètres. La température varie entre 0 °C et 27 °C.

## Faune et flore
La forêt tropicale est composée d'arbres vivaces, avec une canopée atteignant de 30 à 40 mètres. On trouve une grande variété et d'importantes populations d'épiphytes et de lianes, et plus de 3 000 espèces de plantes vasculaires peuplent le parc. Les indigènes fabriquent une boisson alcoolisée à partir des fruits du palmier Attalea maripa peuplant les basses altitudes.
Parmi les 340 espèces endémiques de Colombie, 44 résident dans le parc, dont sept espèces de colibris. Parmi les 3 057 espèces en danger, 44 se trouvent là. Le parc abrite plus de 440 espèces d'oiseaux, incluant tocro à front noir, sarcoramphe roi, condor des Andes, paruline des Santa Marta, conure des Santa Marta. Les mammifères habitant le parc sont notamment : tapirs, cougars, jaguars, écureuils, Transandinomys talamancae (en), loutres, et daguets rouges.

## Sources bibliographiques
- (en) Cet article est partiellement ou en totalité issu de l’article de Wikipédia en anglais intitulé « Sierra Nevada de Santa Marta National Park » (voir la liste des auteurs).
- (en) IUCN, IUCN directory of neotropical protected areas, IUCN, 1982, 436 p. (ISBN 978-0-907567-62-2, lire en ligne)
- Benjamin Villegas et Laura Sesana, Colombia Natural Parks, Villegas Asociados, 2007, 447 p. (ISBN 978-958-8156-87-3, lire en ligne)